# Taizy
Taizy település Franciaországban, Ardennes megyében. Lakosainak száma 101 fő (2022. január 1.). Taizy Avançon, Barby, Château-Porcien és Nanteuil-sur-Aisne községekkel határos.

## Népesség
A település népessége az elmúlt években az alábbi módon változott:
| Lakosok száma | 125  | 105  | 112  | 108  | 112  | 110  | 105  | 104  | 105  | 101  |
|               | 1968 | 1982 | 1990 | 2006 | 2013 | 2015 | 2017 | 2019 | 2020 | 2022 |